# John Cantwell
John Cantwell (Ipswich, Australia, 9 de octubre de 1956) es un militar australiano retirado [cita requerida] que ostentó el puesto de jefe de operaciones militares en todo el medio oriente, así mismo ha sido uno de los comandantes australianos de la Fuerza de Defensa Australiana en las guerras de Irak y Afganistán.

## Biografía
John Cantwell se unió al ejército australiano como soldado en 1974. Asistió a la formación de oficiales en 1981 y fue comisionado en el Real Cuerpo Armado Australiano.
Después de graduarse, ocupó cargos de regimiento en el 1.er Regimiento Blindado, segundo Regimiento de Caballería y la Escuela Blindada, así como personal de cuartel de la 1 ª Brigada y de Reclutamiento.
Como Mayor en 1989-90, mandó un escuadrón de tanques británico como oficial de intercambio con los británicos en Alemania. En esa participación sirvió en la Operación Tormenta del Desierto con las fuerzas de la coalición en Arabia Saudita, Irak y Kuwait en 1990-91. Intervino en misiones de combate con la 1 ª Brigada de la 1.ª División de Infantería (EE. UU.) y con la primera División Acorazada (Reino Unido).
Él llevó a cabo un servicio de instrucción como el instructor de tácticas en la escuela superior blindada, y asistió a la Universidad del Ejército australiano de Comando y Estado Mayor en 1993. Fue ascendido a Teniente coronel en 1994, con nombramientos de personal en la sede del Ejército.
En 1996 fue nombrado Comandante y Jefe Instructor en la Escuela Militar Real, Duntroon. Él era un profesor de postgrado en el mando británico de servicios conjuntos y Estado Mayor en 1999-2000. Regresó a Australia como Director del Grupo de Desarrollo de la Fuerza en el ascenso a coronel en diciembre de 2000.
Ascendió a General de Brigada en enero de 2003, ocupó cargos en la sede de Defensa australiana en materia de capacidad y Planes. Esto fue seguido por el comando de la 1.ª brigada blindada del Ejército y la brigada mecanizada, en 2004 y 2005.
Regresó a Irak como Director de Operaciones Estratégicas, Sede de la Fuerza Multinacional Irak en Bagdad, entre febrero y diciembre de 2006. Fue condecorado con la Legión de Mérito de Estados Unidos (Grado de Oficial) por su servicio en la guerra de Irak.
Cantwell se convirtió en subjefe del Ejército en enero de 2007. Fue seleccionado para ser el miembro más antiguo militar del equipo Libro Blanco de la Defensa en febrero de 2008, encargado de la Revisión Estructural de la Fuerza.
Después de un incendio forestal, el 7 de febrero de 2009, el General de Cantwell fue adscrito a la oficina del primer ministro como jefe interino en Victoria (y más tarde, el jefe de operaciones) de la reconstrucción de incendios forestales de Victoria y como autoridad de recuperación de responsabilidad de coordinar la Commonwealth tanto de los Estados como sedes no gubernamentales, con objeto de realizar esfuerzos para recuperarse tales de los incendios.
Cantwell ha asumido el nombramiento como comandante de todas la Fuerza de Defensa Australiana desplegadas en la zona de Medio Oriente en Operaciones desde enero de 2010.
Fue nombrado miembro de la Orden de Australia en 1989 y fue promovido a Oficial de la Orden de Australia en 2007 por su servicio como Director de Operaciones Estratégicas en Irak. Posee títulos de posgrado en Estudios de Defensa y Gestión.

## Vida personal
Él está casado con Jane y tienen dos hijos adultos. Sus intereses incluyen las motocicletas y los vinos australianos.